# ماديرا بيتش
ماديرا بيتش (بالإنجليزية: Madeira Beach)‏ هي مدينة أمريكية تقع في ولاية فلوريدا. تبلغ مساحة هذه المدينة 8.5 (كم²)،ويبلغ عدد سكانها 4263 نسمة حسب إحصاء سنة 2010 م 4263.تشير إحصاءات سنة 2000م بأن الكثافة السكانية في هذه المدينة تقدر بـ(auto) نسمة/كم2 